# سنگ گچ
سنگ گچ یک ماده معدنی بسیار نرم است که از فشرده شدن کلسیم سولفات دو هیدرات درست می‌شود و یکی از بزرگ‌ترین معادن آن در ایران (سمنان) است. فرمول شیمیایی آن:
CaSO۴ · ۲ H۲O
ژیپس که نام دیگر سنگ گچ است در کشاورزی برای از بین بردن شوری خاک و افزایش راندمان خاک مورد استفاده قرار می‌گیرد.

## نگارخانه

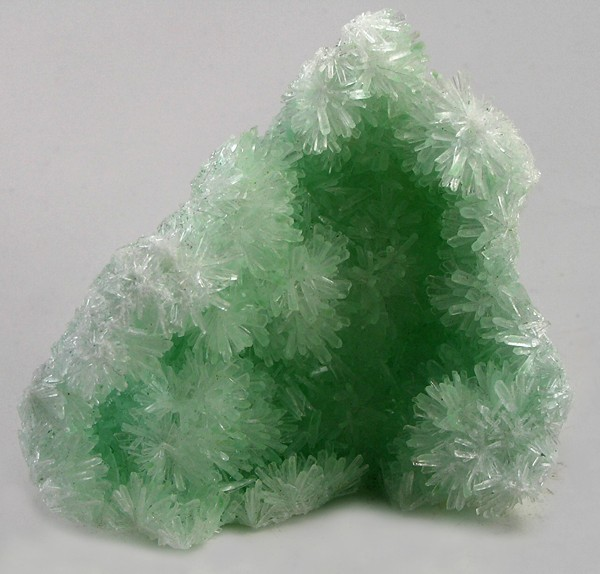
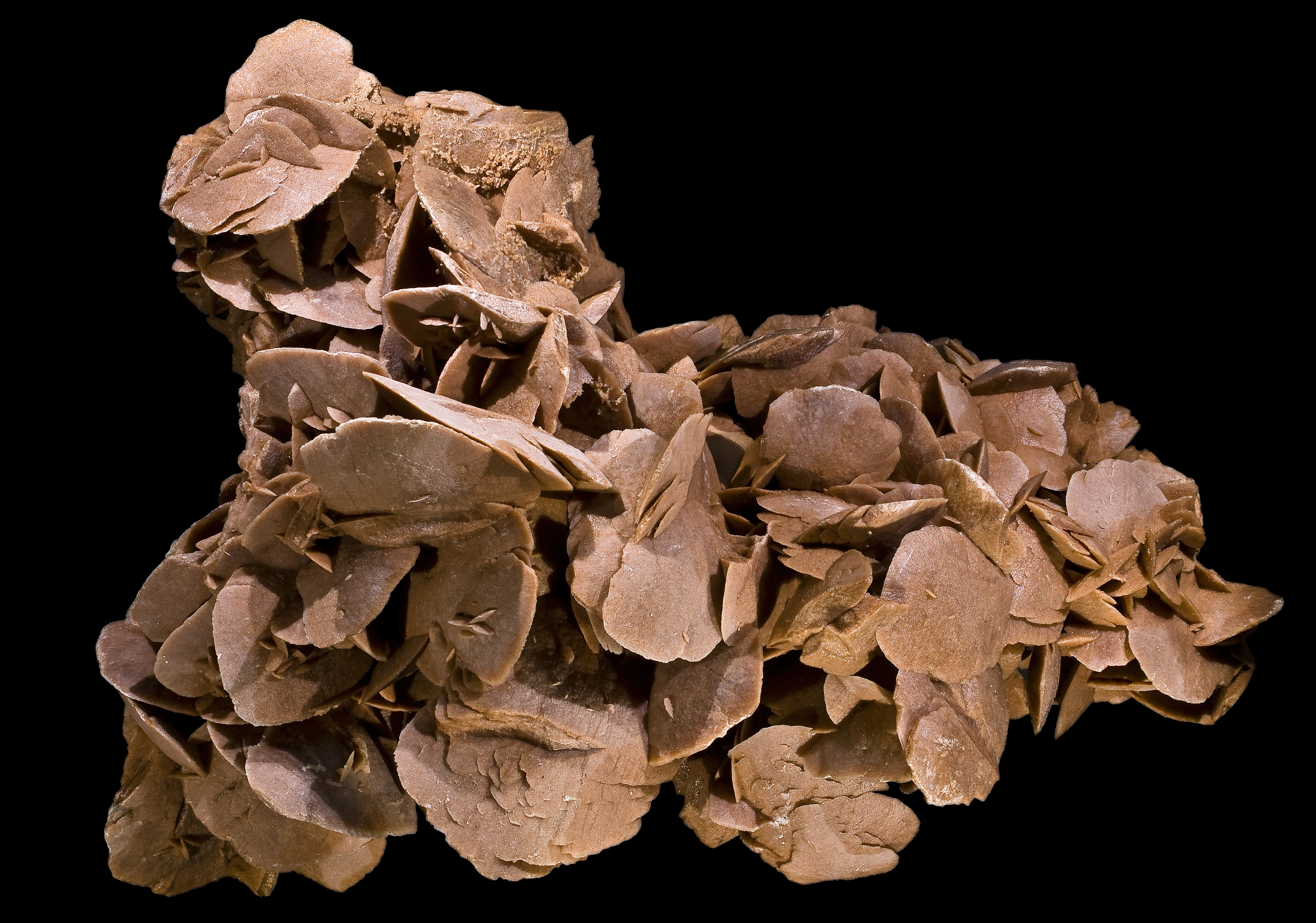
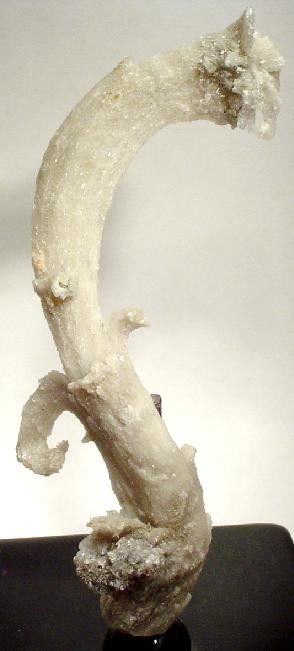
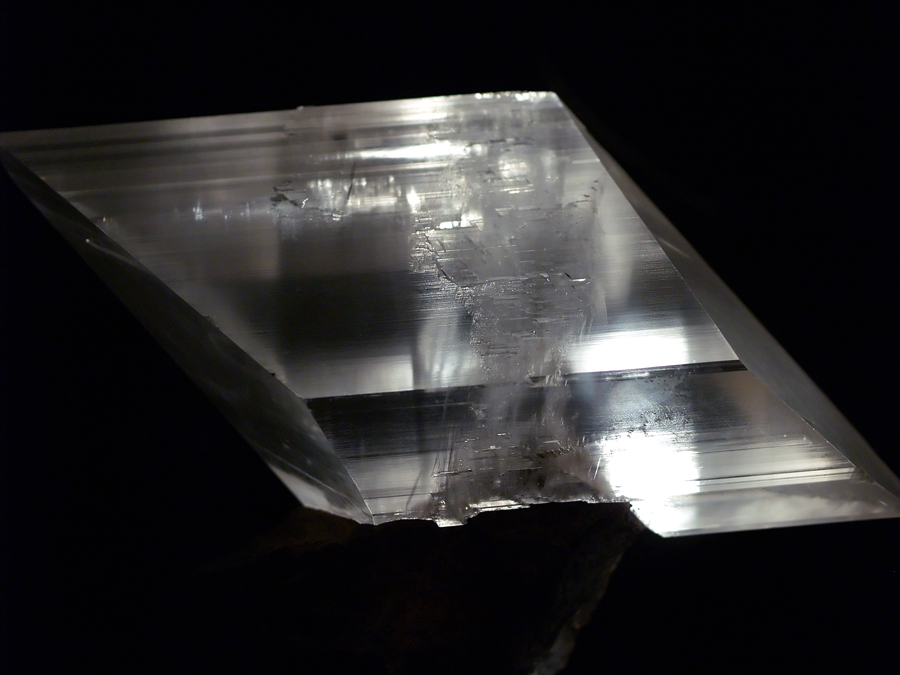
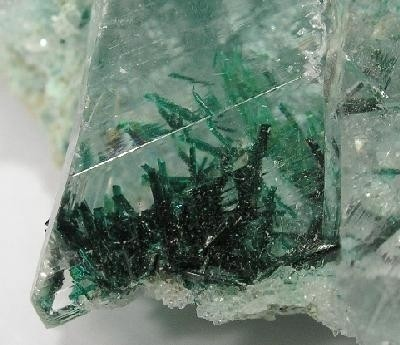
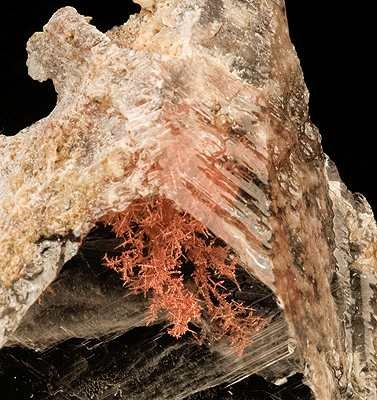
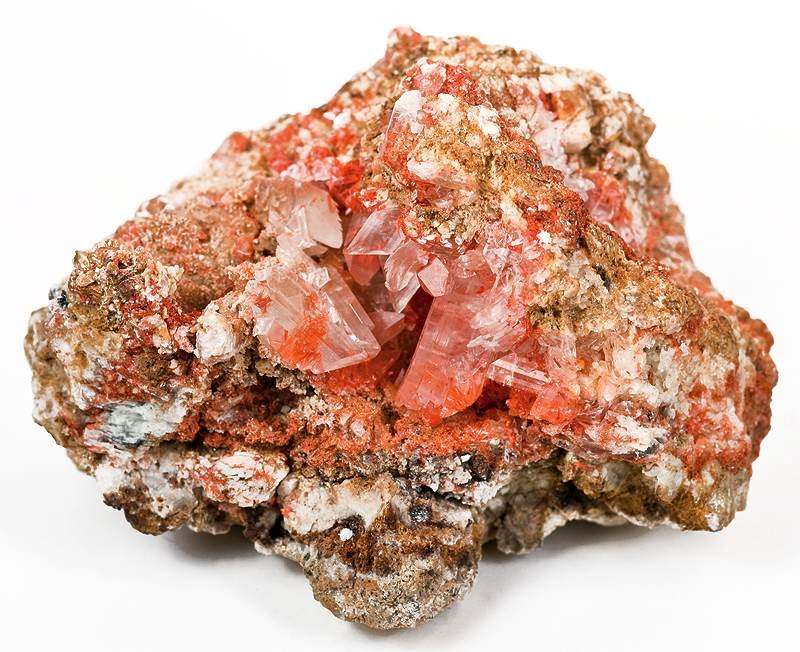
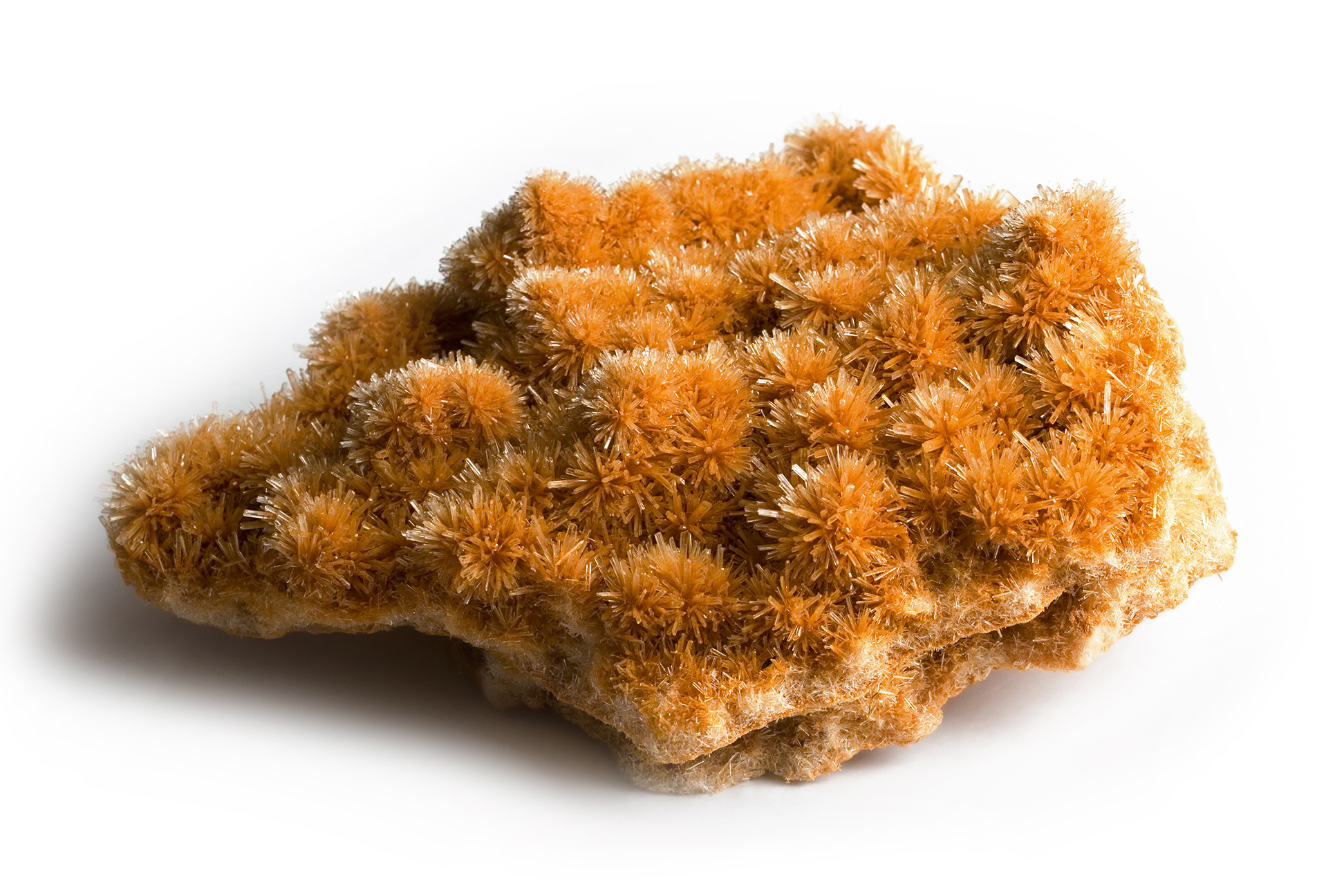
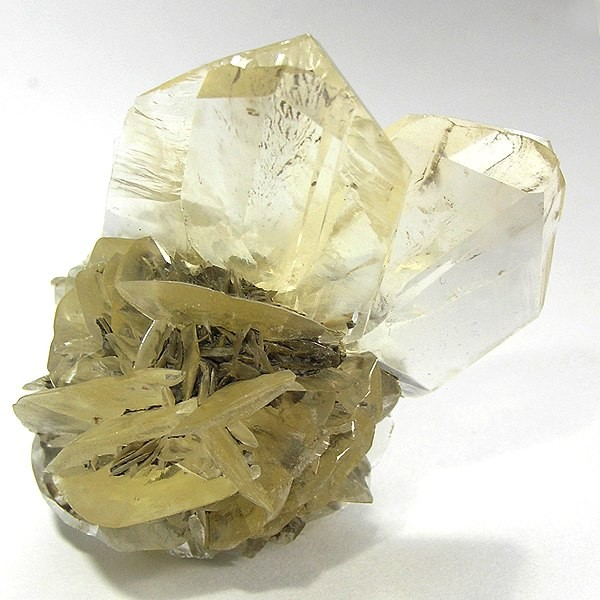